# Jamie Hamill
Jamie Hamill (Irvine, 29 juli 1986) is een Schotse voetballer (middenvelder) die sinds 2014 voor de Schotse eersteklasser Kilmarnock FC uitkomt, waar hij ook zijn loopbaan startte. Tussendoor speelde hij voor Heart of Midlothian FC.
Hamill debuteerde op 28 juli 2011 voor Hearts FC in de uitwedstrijd tegen Paksi SE voor kwalificatie voor de UEFA Europa League. De wedstrijd werd met 1-1 gelijkgespeeld.
Hamill speelde in de periode 2007-2008 tien wedstrijden voor de Schotland U-21, daarin kon hij één keer scoren.